# Rakennusliitto
Rakennusliitto (français : fédération du bâtiment) est un Syndicat professionnel faisant partie de l'organisation centrale des syndicats finlandais. 
Le Rakennusliitto est le syndicat des professionnels du bâtiment. 

## Présentation
En août 2017, le Rakennusliito comptait 51 308 membres